# پلاسیدو گالیندو
پلاسیدو گالیندو (اسپانیایی: Plácido Galindo‎؛ ۹ مارس ۱۹۰۶ – ۲۲ اکتبر ۱۹۸۸) یک بازیکن فوتبال اهل پرو بود.

## تیم ملی
وی همچنین در تیم ملی فوتبال پرو بازی کرده است.